# 博热 (上普罗旺斯阿尔卑斯省)
博热（法語：Beaujeu，法語發音：[boʒø]）是法国上普罗旺斯阿尔卑斯省的一个市镇，属于迪涅莱班区。

## 地理
博热（44°12'12"N, 6°22'18"E）面积45.68 平方千米，位于法国普罗旺斯-阿尔卑斯-蓝色海岸大区上普罗旺斯阿尔卑斯省，该省份为法国东南部内陆省份，北起上阿尔卑斯省，西接沃克吕兹省，西北接德龙省，南至瓦尔省，东临滨海阿尔卑斯省，东北部与意大利接壤。
与博热接壤的市镇（或旧市镇、城区）包括：拉雅维、普拉茨-上布莱奥讷、韦尔达什、勒韦尔内。
博热的时区为UTC+01:00、UTC+02:00（夏令时）。

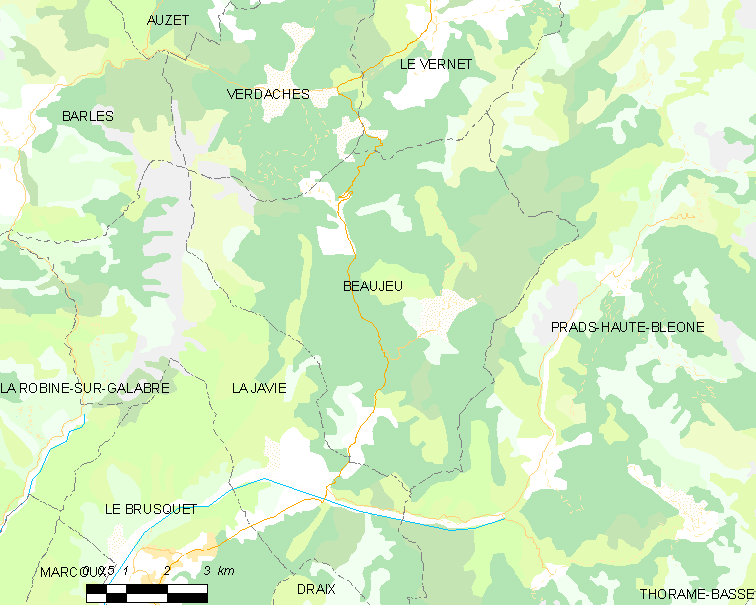
博热的OSM定位图

## 行政
博热的邮政编码为04420，INSEE市镇编码为04024。

## 政治
博热所属的省级选区为塞讷县。

## 人口

1962-2008年间博热人口变化图示

博热于2022年1月1日时的人口数量为122人。